# Николаевский сельский совет Харьковской области
Николаевский сельский совет — входит в состав Лозовского района Харьковской области Украины.
Административный центр сельского совета находится в селе Николаевка.

## История
- 1918 — дата образования.

## Населённые пункты совета
- село Николаевка
- село Копани
- село Литовщина
- село Марьевка
- село Алексеевка
- село Поды